# Ekstraklasa polska w futsalu (2008/2009)
Ekstraklasa polska w futsalu 2008/2009 – piętnasty sezon najwyższej polskiej klasy rozgrywkowej w futsalu. Do rozgrywek przystąpiło 12 drużyn, czyli o jedną mniej niż w sezonie 2007/2008. Obrońcą tytułu mistrzowskiego była drużyna P.A. Nova Gliwice, która w poprzednim sezonie wywalczyła go po raz szósty.
Rozgrywki rozpoczęły się 12 września 2008. Inauguracja sezonu pierwotnie miała odbyć się w terminie o tydzień późniejszym, lecz przeniesiono ją ze względu na udział reprezentacji Polski w turnieju towarzyskim. Tytuł Mistrza Polski wywalczył Hurtap Łęczyca.

## Drużyny
| Uczestnicy poprzedniej edycji | Uczestnicy poprzedniej edycji | Uczestnicy poprzedniej edycji | Uczestnicy poprzedniej edycji | Uczestnicy poprzedniej edycji | Uczestnicy poprzedniej edycji |
| ----------------------------- | ----------------------------- | ----------------------------- | ----------------------------- | ----------------------------- | ----------------------------- |
| P.A. Nova Gliwice             |                               |                               |                               |                               |                               |
| Hurtap Łęczyca                |                               |                               |                               |                               |                               |
| Clearex Chorzów               |                               |                               |                               |                               |                               |
| Jango Katowice                |                               |                               |                               |                               |                               |
| Akademia Słowa Poznań         |                               |                               |                               |                               |                               |
| GKS Jachym Tychy              |                               |                               |                               |                               |                               |
| ZIS Gaszyńscy Kraków          |                               |                               |                               |                               |                               |
| Pogoń 04 Szczecin             |                               |                               |                               |                               |                               |
| Grembach Zgierz               |                               |                               |                               |                               |                               |
| Awans z I ligi 2007/2008      |                               |                               |                               |                               |                               |
| Red Devils Chojnice           |                               |                               |                               |                               |                               |
| Gwiazda Ruda Śląska           |                               |                               |                               |                               |                               |

## Rozgrywki

### Tabela ligowa
| M.  | Drużyna                | m. | z. | r. | p. | b.z. | b.s. | pkt. | Uwagi                        |
| --- | ---------------------- | -- | -- | -- | -- | ---- | ---- | ---- | ---------------------------- |
| 1.  | Hurtap Łęczyca         | 22 | 17 | 1  | 4  | 79   | 44   | 52   | Kwalifikacja do Pucharu UEFA |
| 2.  | Jango Katowice         | 22 | 14 | 5  | 3  | 77   | 51   | 47   |                              |
| 3.  | Akademia Futsal Klub   | 22 | 14 | 5  | 3  | 93   | 54   | 47   |                              |
| 4.  | PA Nova Gliwice        | 22 | 13 | 7  | 2  | 85   | 56   | 46   |                              |
| 5.  | Kupczyk Darkomp Kraków | 22 | 10 | 5  | 7  | 82   | 78   | 35   |                              |
| 6.  | Clearex Chorzów        | 22 | 10 | 2  | 10 | 68   | 52   | 32   |                              |
| 7.  | GKS Jachym Tychy       | 22 | 10 | 5  | 7  | 75   | 83   | 27   |                              |
| 8.  | Gaszyńscy Kraków       | 22 | 6  | 4  | 12 | 61   | 90   | 22   |                              |
| 9.  | Pogoń 04 Szczecin      | 22 | 4  | 6  | 12 | 52   | 76   | 18   | Udział w barażach            |
| 10. | Grembach Zgierz        | 22 | 5  | 3  | 14 | 68   | 93   | 18   | Udział w barażach            |
| 11. | Red Devils Chojnice    | 22 | 4  | 4  | 14 | 55   | 77   | 16   | Spadek do I ligi             |
| 12. | Gwiazda Ruda Śląska    | 22 | 3  | 3  | 16 | 52   | 87   | 12   | Spadek do I ligi             |

Źródło: Polski Związek Piłki Nożnej – Komisja ds. Futsalu
M. – miejsce, m. – liczba meczów, z. – zwycięstwa, r. – remisy, p. – porażki, b.z. – bramki zdobyte, b.s. – bramki stracone, pkt. – punkty

### Strzelcy
| Zawodnik            | Drużyna              | Bramki |
| ------------------- | -------------------- | ------ |
| Rafał Franz         | P.A. Nova Gliwice    | 10     |
| Michał Słonina      | GKS Jachym Tychy     | 8      |
| Daniel Lebiedziński | Akademia Futsal Klub | 6      |
| Łukasz Pieczyński   | Akademia Futsal Klub | 6      |
| Andrzej Szłapa      | Clearex Chorzów      | 6      |